# Патарая, Гурам Васильевич
Гурам Васильевич Патара́я (1928 — 1983) — советский и грузинский кинорежиссёр и сценарист. Народный артист Грузинской ССР (1979).

## Биография
Родился 14 февраля 1928 года.
В 1952 окончил Театральный институт имени Ш. Руставели. Член ВКП(б) с 1951 года.
Умер 22 ноября 1983 года.

## Фильмография

### Документальное кино
- 1960 — Праздник цветов
- 1964 — Наш город
- 1967 — По следам Руставели
- 1968 — Тайна древней Палестины
- 1970 — Поёт П. Амиранашвили
- 1970 — Далеко до Гурджистана
- 1971 — На земле соседей
- 1964 — 1002 ночь Шехерезады
- 1979 — Афонский монастырь

### Художественное кино
- 1974 — Рекорд
- 1977 — Кучхи бединери — Счастливая нога
- 1977 — Пожар, любовь и помпиеро

### Сценарист
Был автором или соавтором всех своих фильмов, а также:
- 1963 — Куклы смеются

## Награды
- заслуженный деятель искусств Грузинской ССР (1967)
- Государственная премия Грузинской ССР имени Шота Руставели (1971) — за фильмы «По следам Руставели» (1967) и «Далеко до Гурджистана» (1970)
- народный артист Грузинской ССР (1979)[1]